# Масумура, Ясудзо
Ясудзо Масумура (яп. 増村 保造 Масумура Ясудзо:, 25 августа 1924, Кофу, Яманаси — 23 ноября 1986) — японский кинорежиссёр и сценарист.

## Биография
Обучался на юридическом факультете Токийского университета, однако отказался от перспективы войти в элиту японского общества и бросил университет. В студенческие годы познакомился с Юкио Мисимой, с которым впоследствии не раз сотрудничал при постановке фильмов. В 1947 году начал работу в качестве ассистента режиссёра на студии «Дайэй», а также вновь поступил в Токийский университет, на этот раз на философский факультет (окончил в 1949). Выиграв грант, отправился на стажировку в Италию, где обучался в «Экспериментальном кинематографическом центре» у Микеланджело Антониони, Федерико Феллини и Лукино Висконти. После возвращения в 1953 году стал ассистировать таким режиссёрам, как Кэндзи Мидзогути и Кон Итикава. Режиссёрский дебют пришёлся на 1957 год, когда Масумура снял фильм «Поцелуи».
Скоропостижно скончался в 1986 году от кровоизлияния в мозг.

## Творчество
Всего поставил 58 полнометражных фильмов в самых разнообразных жанрах. Автор многочисленных экранизаций произведений японских авторов XX века (особенно Танидзаки, эстетика которого был очень близка Масумуре), а также японской классики (Ихара Сайкаку, Тикамацу Мондзаэмон). Многие зрелые работы Масумуры характеризуются утончённым эротизмом, подвижной структурой повествования и подчёркнутой театральностью. В ряде центральных для творчества Масумуры работ («Ангел в крови», «Свастика», «Татуировка» и др.) главные роли исполняет Аяко Вакао.

## Избранная фильмография
- 1957 — Поцелуи (яп. くちづけ Кутидзукэ) (по произв. Мацутаро Кавагути)
- 1957 — Девушка синих небес (яп. 青空娘 Аодзора мусумэ)
- 1957 — Тёплое течение (яп. 暖流 Данрю) (по пьесе Кунио Кисиды)
- 1958 — Ледяная стена (яп. 氷壁 Хё:хэки) (по произв. Ясуси Иноуэ)
- 1958 — Гиганты и игрушки (яп. 巨人と玩具 Кёдзин то гангу) (по произв. Такэси Кайко)
- 1959 — Красота — это грех (яп. 美貌に罪あり Бибо ни цуми ари) (по произв. Мацутаро Кавагути)
- 1959 — Самая ценная жена (яп. 最高殊勲夫人 Сайко сюкун фудзин)
- 1960 — Заповедь женщины (яп. 女経 Дзёкё) (киноальманах по произв. Сёфу Муромацу; 1-я новелла: «Женщина, которая любила укусить за ушко»)
- 1960 — Загнанный волк (яп. からっ風野郎 Караккадзэ яро:) (с Юкио Мисимой в гл. роли)
- 1960 — Лжестудент (яп. 偽大学生 Нисэ дайгакусэй) (по произв. Кэндзабуро Оэ)
- 1961 — Жена сознаётся (яп. 妻は告白する Цума ва кокухаку суру) (по роману Масая Маруяма)
- 1961 — Любитель женщин (яп. 好色一代男 Косёку итидай отоко) (по роману Ихары Сайкаку)
- 1962 — Гнойник (яп. 爛 Тадарэ) (по произ. Сюсэя Токуды)
- 1962 — Чёрный автомобиль (яп. 黒の試走車 Куро но тэсутока:) (по повести Тосиюки Кадзиямы)
- 1963 — Чёрный протокол (яп. 黒の報告書 Куро но хококусё) (по произв. Сэна Саги)
- 1964 — Свастика (яп. 卍 Мандзи) (по произв. Дзюнъитиро Танидзаки)
- 1964 — Чёрный экспресс (яп. 黒の超特急 Куро но тётоккю)
- 1965 — Жена Сэйсаку (яп. 清作之妻 Сэйсаку но цума) (по произв. Гэндзиро Ёсиды)
- 1966 — Ангел в крови (яп. 赤い天使 Акай тэнси) (по произв. Ёритики Аримы)
- 1966 — Татуировка (яп. 刺青 Ирэдзуми) (по произв. Дзюнъитиро Танидзаки)
- 1966 — Школа разведчиков в Накано (яп. 陸軍中野学校 Рикугун Накано гакко)
- 1967 — Две жены (яп. 妻二人 Цума футари) (по произв. Патрика Квентина)
- 1967 — Жена Сэйсю Ханаока (яп. 華岡青洲の妻 Ханаока Сэйсю но цума) (по произв. Савако Ариёси)
- 1967 — Любовь для идиота (яп. 痴人の愛 Тидзин но ай) (по произв. Дзюнъитиро Танидзаки)
- 1969 — Слепое чудовище (яп. 盲獣 Мо:дзю:) (по произв. Эдогавы Рампо)
- 1969 — Тысячекрылый журавль (яп. 千羽鶴 Сэмбадзуру) (по произв. Ясунари Кавабаты)
- 1970 — Ода якудзе (яп. やくざ絶唱 Якудза дзэссё)
- 1972 — Музыка (яп. 音楽 Онгаку) (по произв. Юкио Мисимы)
- 1974 — Дурная слава: Границ больше нет (яп. 悪名 縄張荒らし Акумё: сима араси)
- 1976 — Колыбельная земли (яп. 大地の子守歌 Дайти но комориута) (по произв. Кукико Мото)
- 1978 — Самоубийство влюблённых в Сонэдзаки (яп. 曽根崎心中 Сонэдзаки синдзю:) (по классической пьесе Тикамацу Мондзаэмона для театра кабуки)
- 1982 — В честь седьмого дня рождения моей малышки (яп. この子の七つのお祝いに Коно ко но нанацу но ойвай ни) (по произв. Мио Сайто)